# Maki F101
Chronologie des modèles (1974)
Aucun Maki F101C
La Maki F101 est une monoplace de Formule 1 de l'écurie Maki Engineering Racing Team conçue par les japonais Kenji Mimura et Masao Ono afin de courir une partie du championnat du monde de Formule 1 1974 avec le pilote néo-zélandais Howden Ganley.

## Caractéristiques techniques
Comme toutes les kit-cars de l'époque, la Maki F101 dispose d'un châssis monocoque en aluminium sur lequel est greffé un moteur Ford-Cosworth V8 DFV. Bien que la structure soit en aluminium, le principal défaut de la monoplace est une surcharge pondérale qui handicape le Ford-Cosworth. L'aérodynamique reste sommaire avec une prise d'air très volumineuse au-dessus du cockpit pour refroidir le moteur très à la peine et une partie arrière quasiment pas carénée qui ne permet pas à l'aileron de fonctionner à plein rendement.

## Historique

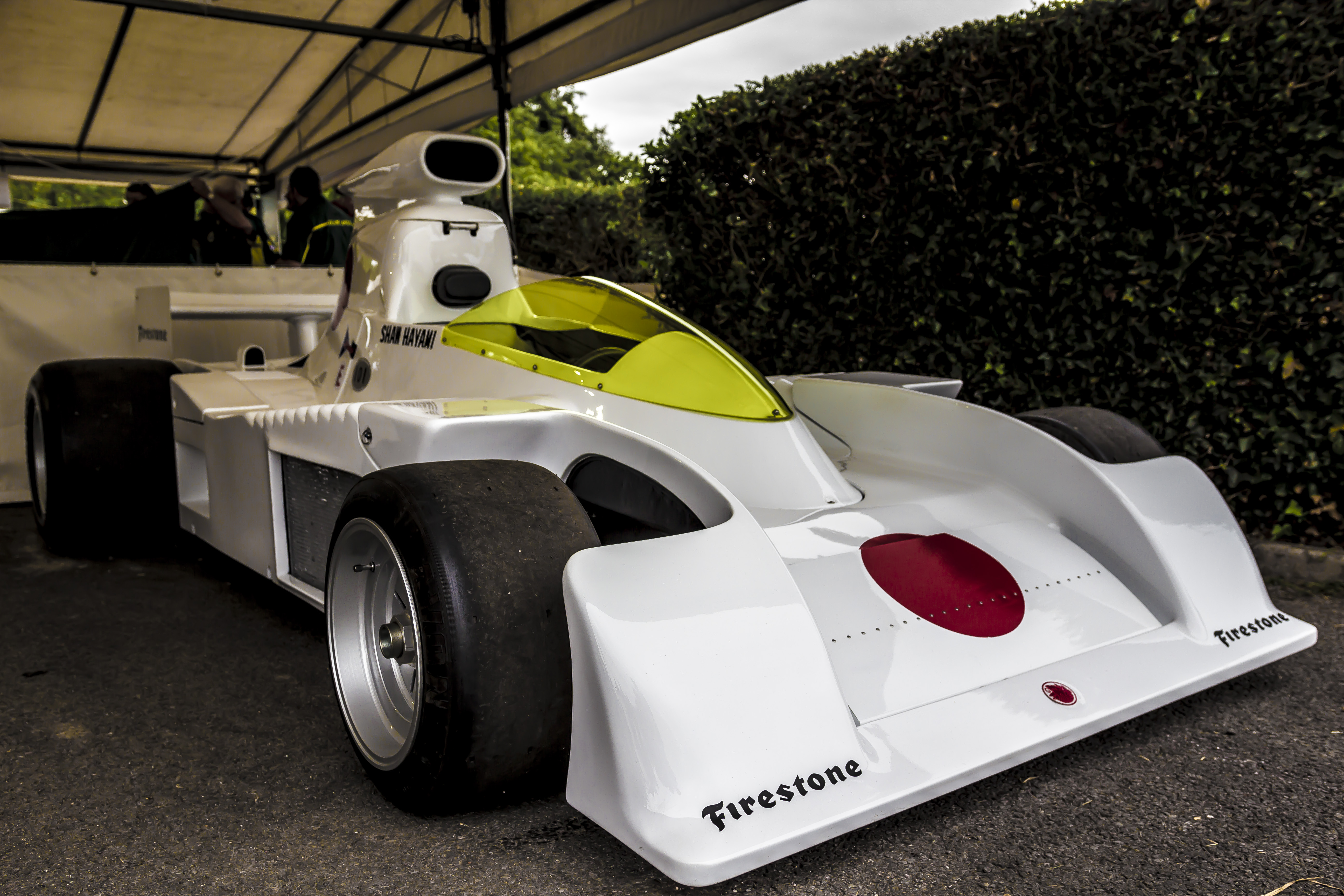
La Maki F101 lors du Festival de vitesse de Goodwood 2014.

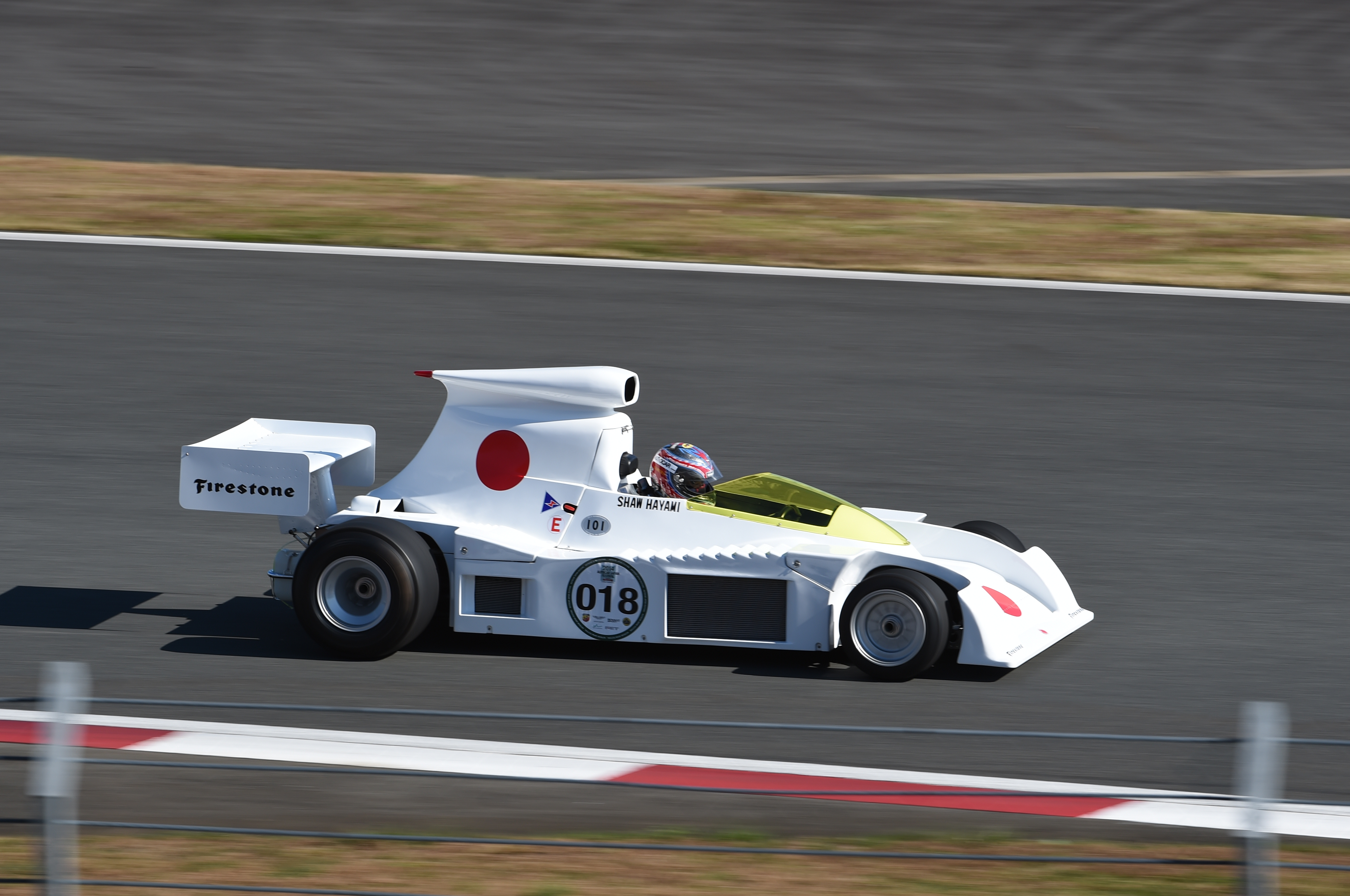
La Maki F101 en exhibition sur le Fuji Speedway en 2014.

La F101 est pilotée par Howden Ganley, un pilote néo-zélandais qui a commencé la saison chez March Engineering et décide de tenter sa chance dans la jeune structure japonaise. La Maki F101 doit faire ses débuts au Grand Prix automobile de Monaco 1974, sixième course de la saison mais l'écurie déclare finalement forfait, la monoplace n'étant pas finalisée. 
Les premiers tours de roues ont lieu pour le Grand Prix de Grande-Bretagne où Ganley réalise le 32e temps des qualifications à quatre secondes de la pole position de Niki Lauda alors que la grille de départ n'accepte que 25 concurrents. 
Lors de la course suivante, en Allemagne, sur le grand Nurburgring, Ganley est victime d'une rupture de suspension qui provoque sa violente sortie de piste pendant les qualifications. Les deux chevilles brisées, il met fin à sa carrière en Formule 1 alors qu'il était inscrit pour le Grand Prix d'Autriche deux semaines plus tard.
Après ces deux expériences malheureuses, Maki se retire du championnat du monde. L'écurie conçoit néanmoins une évolution de sa monoplace, la Maki F101C destinée à être engagée pour la saison 1975.

## Résultats en championnat du monde de Formule 1
| Saison | Écurie           | Moteur               | Pneumatiques | Pilotes       | Courses | Courses | Courses | Courses | Courses | Courses | Courses | Courses | Courses | Courses | Courses | Courses | Courses | Courses | Courses | Points inscrits | Classement |  |
| Saison | Écurie           | Moteur               | Pneumatiques | Pilotes       | 1       | 2       | 3       | 4       | 5       | 6       | 7       | 8       | 9       | 10      | 11      | 12      | 13      | 14      | 15      | Points inscrits | Classement |  |
| ------ | ---------------- | -------------------- | ------------ | ------------- | ------- | ------- | ------- | ------- | ------- | ------- | ------- | ------- | ------- | ------- | ------- | ------- | ------- | ------- | ------- | --------------- | ---------- |  |
| 1974   | Maki Engineering | Ford-Cosworth DFV V8 | Firestone    |               | ARG     | BRÉ     | AFS     | ESP     | BEL     | MON     | SUÈ     | P-B     | FRA     | GBR     | ALL     | AUT     | ITA     | CAN     | USA     | 0               | Non classé |  |
| 1974   | Maki Engineering | Ford-Cosworth DFV V8 | Firestone    | Howden Ganley |         |         |         |         |         | Forf    |         |         |         | Nq      | Nq      | Forf    |         |         |         | 0               | Non classé |  |